# 犹太人头骨收藏

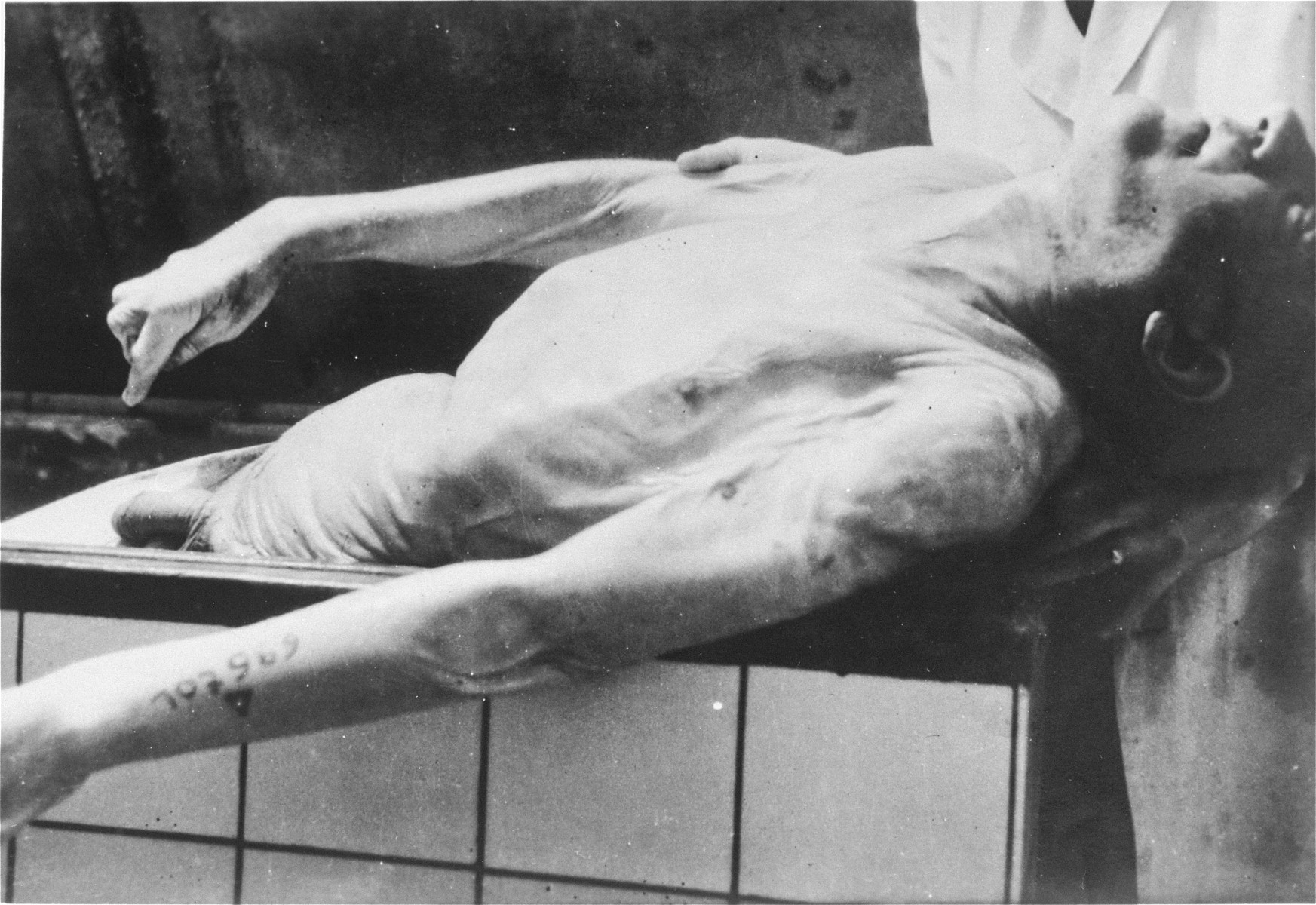
一具猶太人的遗体，是犹太人头骨收藏的一部分

犹太人头骨收藏是指纳粹政权为展示他們所認為的犹太人的低劣性，强调犹太人的次等人類地位，彰显其与雅利安人的差异，而展出的人类学展品，即猶太人的遺體。纳粹政權计划将犹太人的遺體、遺骸存放于斯特拉斯堡帝国大学的解剖学学院，纳粹科学家们在该大学对猶太人尸体进行了初步准备工作。
犹太人头骨收藏得到了党卫队全国领袖海因里希·希姆莱的批准，由奥古斯特·赫特（August Hirt）设计并指导，鲁道夫·勃兰特（Rudolf Brandt）以及沃夫兰姆·齐弗斯（Wolfram Sievers）负责获取并准备尸源。
德国史学家汉斯-约阿希姆·朗（Hans-Joachim Lang）在其出版于2004年的著作中公布了头骨收藏计划的所有受害者的身份与家族史。